# Planaltina glandipedis
Planaltina glandipedis är en fiskart som beskrevs av Menezes, Weitzman och Burns 2003. Planaltina glandipedis ingår i släktet Planaltina och familjen Characidae. Inga underarter finns listade i Catalogue of Life.